# Regione di Sahtu
La regione di Sahtu è una delle cinque regioni amministrative dei Territori del Nord-Ovest in Canada. La regione comprende cinque comunità, con Norman Wells come capoluogo.

## Comunità
- Colville Lake (Settlement corporation)
- Charter Community of Deline
- Charter Community of K'asho Got'ine (Fort Good Hope)
- Norman Wells (town)
- Tulita (frazione)